# Valerij Fomenkov
Valerij Ivanovič Fomenkov (rusko Валерий Иванович Фоменков), ruski hokejist in hokejski trener, * 24. december 1938, Sovjetska zveza, † 29. december 2021.
Fomenkov je kariero začel v sezoni 1957/58 pri klubu Krila Sovjetov v sovjetski ligi. Med sezonama 1958/59 in 1960/61 je igral za SKA Kalinin, nato za Spartak Moskva. V klubu je igral do sezone 1969/70, med letoma 1970 in 1971 ter 1972 in 1977 pa je bil trener. Skupno je v sovjetski ligi odigral 480 tekem, na katerih je dosegel 141 golov ter osvojil tri naslove sovjetskega prvaka, v sezonah 1961/62, 1966/67 in 1968/69. Bil je član sovjetske reprezentance, leta 1995 pa tudi sprejet v Ruski hokejski hram slavnih.
V klubu Spartak Moskva so 4. januarja 2011 upokojili njegov dres s številko 14.